# Aleksandar Sarić
Aleksandar Sarić (* 27. Januar 1974 in Belgrad, SFR Jugoslawien) ist ein ehemaliger serbischer Fußballtorwart, der zuletzt bei FK Čukarički Stankom spielte.
Von 2015 bis 2019 war er Torwarttrainer bei Chicago Fire.

## Karriere
Während seiner vierzehn Jahre Profikarriere spielte Sarić für Vereine in sechs Ländern:
In Serbien, Deutschland, Portugal, Israel, Rumänien and Österreich. Die Slowakei war das siebte Land, nachdem er von Austria Kärnten nach DAC Dunajská Streda gewechselt ist.
In der Zeit von 1986 bis 1995 war er Torwart in drei Jugendvereinen. Danach spielte er für den serbischen Klub FK Obilić, dann in Deutschland bei FC Carl Zeiss Jena, in Portugal für União Madeira und für die beiden Klub's aus Israel Hapoel Jerusalem und Maccabi Petah Tikva. Nach den Beurteilungen von der israelischen Zeitung Ha'aretz war Sarić während der Saison 1999/00 der beste Torwart der israelischen Liga Leumit.
In Rumänien spielte Sarić für den FC Timișoara. Danach war er wieder in Portugal, diesmal jedoch war er bei Varzim SC. In der Saison 2006/07 spielte er für den österreichischen Verein SC/ESV Parndorf und wechselte dann zu SK Austria Kärnten.

## Titel und Erfolge
- 1999/00: bester Torwart in der Liga Leumit

## Privates
Sarić hat an der Sport Universität in Belgrad sein Sportdiplom gemacht.